# کنتس (فیلم)
کنتس (انگلیسی: The Countess) فیلمی در ژانر زندگینامه‌ای و درام به کارگردانی ژولی دلپی است که در سال ۲۰۰۹ منتشر شد. از بازیگران آن می‌توان به دانیل برول، ویلیام هرت و ژولی دلپی اشاره کرد.